# Мид (водохранилище)
Мид (англ. Lake Mead) — крупнейшее водохранилище в США. Оно расположено на реке Колорадо в 30 милях (48 км) к юго-востоку от Лас-Вегаса, штат Невада, на границе штатов Невада и Аризона. Образованное при строительстве плотины Гувера, оно простирается на 110 миль (180 км) выше плотины. Общий объём воды составляет 35 км³. Вода из водохранилища посредством акведуков доставляется в населенные пункты в южной Калифорнии и Неваде.
Водохранилище названо в честь Элвуда Мида, который был специальным уполномоченным Бюро водных проектов США с 1924 по 1936 год во время планирования и воплощения Boulder Canyon Project, в результате которого были созданы плотина и водохранилище. Национальная зона отдыха Лейк-Мид создана в 1964 году и круглый год предлагает различные возможности для отдыха.
В ходе строительства плотины Гувера из-за угрозы затопления была проведена эвакуация нескольких населенных пунктов, наиболее известный из которых — Сент-Томас: последний житель покинул город в 1938 году. Руины Сент-Томаса иногда становятся видны, когда уровень воды в озере опускается ниже обычного.
Отметка высокой воды 1983 года (так называемый «bathtub ring» — ободок ванны) видна на многих фотографиях береговой линии озера. Она белого цвета из-за вымывания цветных минералов в ранее погруженных в воду поверхностях.
Подъехать к озеру можно с северо-запада по автомагистрали I-15 через Valley of Fire State Park и индейскую резервацию Moapa.

## Зона отдыха
Мид предлагает много возможностей для отдыха для местных жителей и гостей. Самый популярный вид — катание на лодке. Также можно ловить рыбу, кататься на водных лыжах, плавать, загорать на солнце. Кроме того, имеется много живописных бухт со скалистыми берегами и песчаными пляжами. В зависимости от уровня воды на озере появляются небольшие острова. В дополнение ко всему существует небольшой ботанический сад — Alan Bible Botanical Garden.

## Статистика
- Площадь поверхности: 640 км², простирается на 180 км перед плотиной.
- Объём воды: приблизительно 35,2 км³, что составляет примерный расход воды в реке Колорадо за 2 года — крупнейшее водохранилище в США.
  - Для сравнения, здесь достаточно воды, чтобы покрыть весь штат Пенсильвания слоем воды глубиной 1 фут (30,48 см).
- Длина береговой линии: 885 км.
- Туристов за год: 8—10 миллионов (Национальная зона отдыха Озеро Мид)
  - Национальная зона отдыха Озеро Мид является пятым по посещаемости парком в системе Службы национальных парков США.